# M 3 (звёздное скопление)
Messier 3 (англ. M 3, NGC 5272, рус. Мессье 3) — шаровое скопление в созвездии Гончих Псов. Это скопление — одно из самых больших и ярчайших. Оно состоит из более чем 500 тысяч звёзд. Скопление находится на расстоянии 33 900 световых лет от Земли.

## История открытия
Было открыто Шарлем Мессье 3 мая в 1764 году. Изначально Мессье полагал, что объект является туманностью, однако Уильям Гершель опроверг это в 1784 году, разложив скопление на отдельные звёзды. Американский астроном Солон Ирвинг Бейли в 1913 году начал изучение и идентификацию необычно большого количества переменных звёзд в скоплении.

## Наблюдения

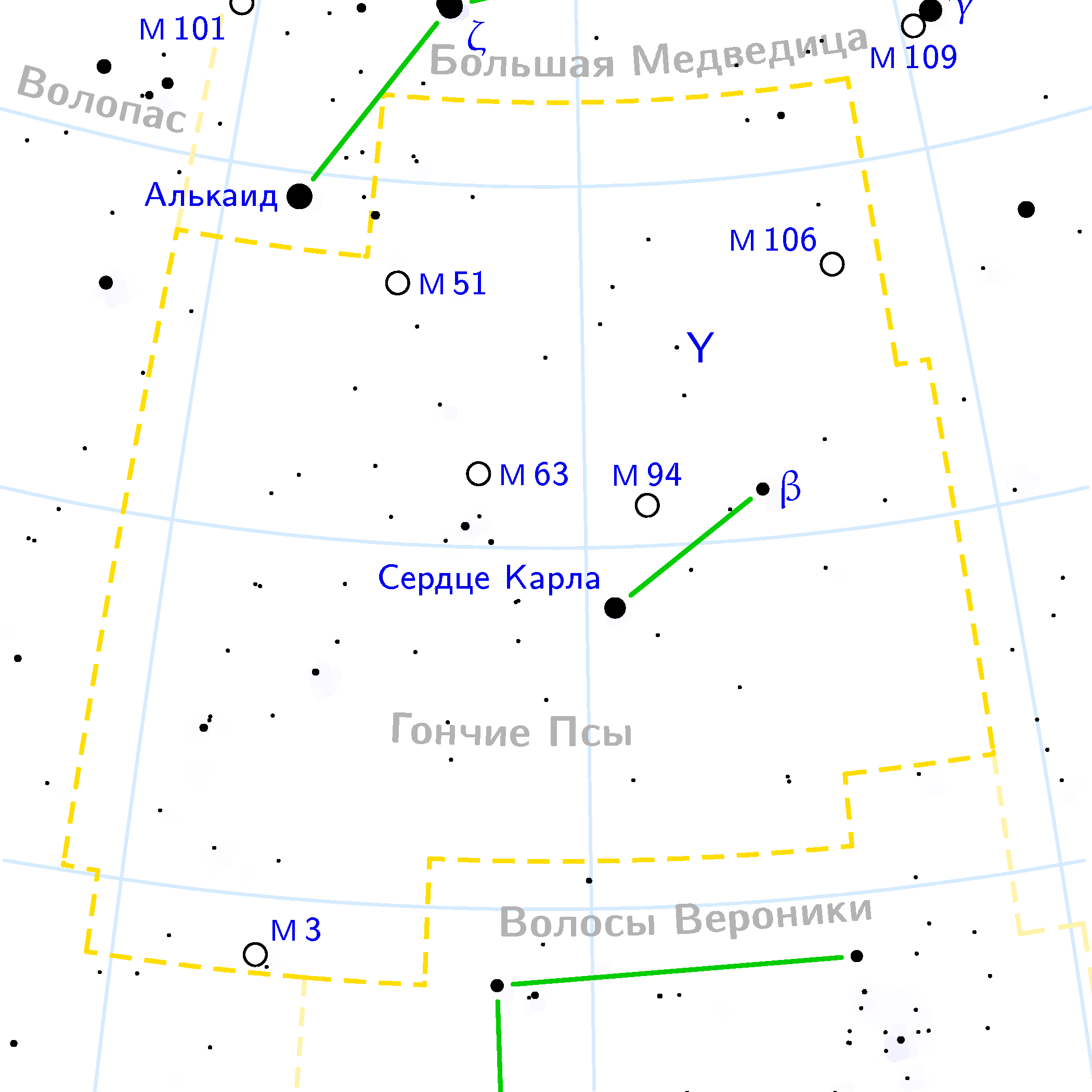
M 3 находится в Созвездии Гончих Псов

Наилучшее время для наблюдений шарового скопления M 3 в средних широтах северного полушария — весна и лето. Его видимая звёздная величина 6,4m, что при условиях ясного безлунного неба вдали от городов позволяет видеть его невооружённым глазом наблюдателям с хорошим зрением. Скопление легко найти уже в бинокль даже и на довольно светлом пригородном небе (на полпути от α Гончих Псов к ярко оранжевому Арктуру — α Волопаса). При апертуре телескопа от 100 мм и увеличении побольше разрешается на звёзды (особенно по краям), заметно, что форма скопления не идеально круглая. В 150-мм телескоп уже выглядит шаром из почти сотни звёзд. В 200-мм становятся заметными провалы между звёздами в периферийных зонах. В 275-мм телескоп скопление выглядит как огромная и мохнатая звёздная куча.

### Соседи по небу из каталога Мессье
- M 53 — (на юго-запад, в Волосах Вероники);
- M 64 — (на юго-запад, в Волосах Вероники) галактика «Чёрный Глаз»;
- M 63 и M 94 — (на северо-запад, в Гончих Псах) довольно яркие галактики;
- M 51 — (к северу, в Гончих Псах) двойная галактика «Водоворот»;

### Последовательность наблюдения в «Марафоне Мессье»
…M 94 → M 106 → M 3 → M 53 → M 64…

## Изображения
Гал.долгота 42,2170° 

Гал.широта +78.7069° 

Расстояние 33 900 св. лет